# フアン・デ・サルセード
フアン・デ・サルセード（スペイン語: Juan de Salcedo、1549年 - 1576年3月11日）は、スペインの探検家、コンキスタドール。最後のコンキスタドールとして知られ、フィリピンで活躍した。
1549年、ヌエバ・エスパーニャ（メキシコ）で生まれた彼は、ミゲル・ロペス・デ・レガスピの孫でフェリペ・デ・サルセードの兄弟であった。サルセードは1565年のフィリピン諸島へのスペインの征服に参加した兵士たちの一人である。彼は1564年、15歳のときに東インド探検のためにスペイン軍に加わった。1569年、サルセードはマニラ征服のため、マルティン・デ・ゴイティとともに300人の兵士からなる軍を率いた。1570年から1571年にかけ、彼らはそこで土地と居住地の支配をかけてムスリムの族長たちと幾度かの戦闘を行った（マニラの戦い、バンクセイ海峡の戦い）。
その後1571年の終わりごろ、サルセードは45人の兵士からなる小部隊とともにフィリピン北部の探検に出発した。彼はルソン島、特にイロコス・スル（南イロコス）地方を巡り、ビガンなどのいくつかのスペイン都市を築いた。
1574年、スペイン人居住地を包囲していた林阿鳳（リム・アホンとも）率いる3,000人の中国人海賊に対して戦争が勃発したことを受け、サルセードはマニラ市に帰還した。サルセードと彼の600人の兵士たちはその年の終わりに街を奪還し、翌1575年に退却する中国船をパンガシナンまで追撃した。そこでスペイン人たちは海賊を3ヵ月間包囲した。リム・アホンと彼の部下たちはついに捕らえられ、処刑された。
サルセードはその後ビガンに戻り、そこの自宅で悪性の熱病により27歳で死去した。彼の遺体はイントラムロスのサン・アグスティン教会に葬られている。